# Niskayuna (hrabstwo Schenectady)
Niskayuna – jednostka osadnicza w Stanach Zjednoczonych, w stanie Nowy Jork, w hrabstwie Schenectady.